# Mjøsundbroen
68°53′21″N 017°27′39″Ø / 68.88917°N 17.46083°Ø
Mjøsundbrua er en frit frembyg-bro som krydser Mjøsundet mellem fastlandet og Andørja i Troms og Finnmark fylke i Norge. Broen er 840 meter lang. Den har et hovedspænd på 184,75 meter og en gennemsejlingshøjde å 35 meter. Den blev åbnet i 1994 og er en del af rv 848. Broen kostede 203 millioner kroner.